# Fuchsia hartwegii
Fuchsia hartwegii là một loài thực vật có hoa trong họ Anh thảo chiều. Loài này được Benth. mô tả khoa học đầu tiên năm 1845.